# Bienvenida
Bienvenida – gmina w Hiszpanii, w prowincji Badajoz, w Estramadurze, o powierzchni 92,17 km². W 2011 roku gmina liczyła 2275 mieszkańców.

## Współpraca
Miejscowość partnerska:
- Bièvre, Belgia